# برای سرگرمی تو (آلبوم)
«برای سرگرمی تو» (به انگلیسی: For Your Entertainment) اولین آلبوم استودیویی از آدام لمبرت است که در سال 2009 میلادی منتشر شد.